# Karanggede (Arjosari)
Karanggede is een bestuurslaag in het regentschap Pacitan van de provincie Oost-Java, Indonesië. Karanggede telt 3722 inwoners (volkstelling 2010).